# キジー
キジー（本名：名嘉眞 康幸〈なかま やすゆき〉、1997年 - ）は、日本の実業家、タレント、YouTuber。沖縄県那覇市出身。身長182cm。
祖父の影響で自然に興味を持ち、沖縄県の森や海を中心に年間300日以上の時給自足生活を送っている。キジーという名前は沖縄の妖怪・キジムナーに由来している。英語綴りはKidzyで、Kid"には「子ども心を忘れない」という意味が込められている。

## 来歴
那覇市に生まれたが、仕事の関係で名護市・糸満市に住んでいたことがある。
2021年ごろには、株式会社沖縄どきどきツアーズ（2015年11月設立、代表取締役 木村 房祥）にツアーガイドとして所属。同社ではマネージャーとして勤務していた。
観光ツアーの仕事に携わり沖縄県外の人間を相手にすることが多いため、沖縄語（ウチナーグチ）やイントネーションが内地（沖縄県外）訛りになっていることがあることをFMコザの玉城乃野に指摘されたことがある。
2024年現在、TARZAN WORLDという個人事業主名義でのツアーガイドも行う。

## 出演

### テレビ番組
- 世界の果てまでイッテQ！

### ラジオ番組
- FMコザ

## 書籍
- Kidzy（キジー） 『生き抜く力を身につけよう　沖縄ターザンの冒険ずかん』幻冬舎、2024年4月24日。ISBN 978-4344042544。